# Big Bang (film)
Big Bang – polska komedia obyczajowa z elementami fantastyki naukowej z 1986 roku w reżyserii Andrzeja Kondratiuka, na podstawie autorskiego scenariusza.

## Opis fabuły
Akcja filmu toczy się w Polsce lat 80. XX w. W jednej ze wsi nocą ląduje UFO. Poruszeni mieszkańcy nie bardzo wiedzą, co mają robić. Czując, że mają do czynienia z czymś ważnym i doniosłym, postanawiają godnie przyjąć przybyszów. Zakładają odświętne ubrania, przynoszą skrzynkę wódki i czekają na nieziemskich gości. Ci nie zjawiają się jednak i odlatują, zabierając tylko ze sobą jednego z mieszkańców.

## Obsada
Źródło: Filmpolski.pl
- Ludwik Benoit – wujek Mietek
- Zofia Merle – ciotka Hela
- Janusz Gajos – Janek
- Zdzisław Kozień – Naukowiec
- Bożena Dykiel – Zosia
- Franciszek Pieczka – Stasiek
- Roman Kłosowski – pan Kazimierz
- Iga Cembrzyńska – Baśka

## Nagrody
| Rok  | Festiwal/instytucja                                        | Nagroda                                            | Odbiorca                           |
| ---- | ---------------------------------------------------------- | -------------------------------------------------- | ---------------------------------- |
| 1986 | Międzynarodowy Festiwal Telewizyjny w Płowdiwie            | Nagroda Interwizji                                 | Andrzej Kondratiuk                 |
| 1986 | Klub Krytyki Filmowej Stowarzyszenia Dziennikarzy Polskich | Syrenka Warszawska w kategorii filmu telewizyjnego | Andrzej Kondratiuk                 |
| 1987 | „Ekran”                                                    | Złoty Ekran za reżyserię w filmie                  | Andrzej Kondratiuk                 |
| 1987 | „Ekran”                                                    | Złoty Ekran za rolę w filmie                       | Janusz Gajos                       |
| 1987 | Komitet do spraw Radia i Telewizji                         | Nagroda Przewodniczącego Komitetu                  | Roman Kłosowski Andrzej Kondratiuk |

## Adaptacja
W 2021 roku scenariusz Big Bang został zaadaptowany jako sztuka teatralna w reżyserii Piotra Ratajczaka.